# ハーレクィンエア
株式会社ハーレクィンエア（Harlequin Air Corporation (HLQ) ）は、かつて存在した日本エアシステム（JAS）グループの航空会社。

## 概要

### 設立
1997年1月20日、日本エアシステム（現・日本航空）の完全子会社として設立され本社は当初JAS本社内に置いていたが、1998年6月25日に福岡県福岡市に移転した。福岡空港を拠点空港とし、1997年12月19日の福岡空港発ブリスベン行きチャーター便を初便として、主に国際線チャーター便や国際線ウェット・リース便の運航、国内線ウェット・リース便の運航を行っていた。設立当初は実績に応じてエアバスA300やボーイング777の追加投入も構想されていた。
「お年寄りやお子様連れのご家族の方々にも安心して空の旅をお楽しみいただける航空会社」を目標とし、客室乗務員に看護師や保母の経験者を積極的に受け入れた。
「ハーレクイン」の名前のとおりロゴマークは道化師をモチーフに道化師が観客を楽しませるように旅を一層楽しいものとする想いをこめたものとしており、福岡空港での就航イベントでは通常の式典にあるようなテープカットやくす玉割りを行わずキッズダンサーによるタップダンスが展開された。尾翼に描かれたハーレクインのシルエットは腰を屈め右手を耳にあてる姿とし、利用客の声を一生懸命聞く仕草を表した。客室乗務員の制服はイメージカラーである深みのある赤のジャケットにベージュのスラックスまたはスカートを自由に選び、またジャケットの下のシャツは自由としてエプロンでのサービス時には自由な格好のシャツが現れる趣向としていた。
しかし定期便の低価格競争の煽りを受けてチャーター事業が不振に陥り赤字が続き1999年からはJAS本社便の運航受託で収益を確保していたが、日本エアシステムの経営状況の悪化を受けて、2000年3月にDC-10-30をノースウエスト航空に売却し、国際線チャーター便から撤退。以後、MD-81を用いた国内線・国際線のウェット・リース便の運航を日本エアシステム並びに経営統合後のJALグループ各社に対し行う。フルカラー塗装された機体はDC-10がJA8550、MD-81がJA8552だった。

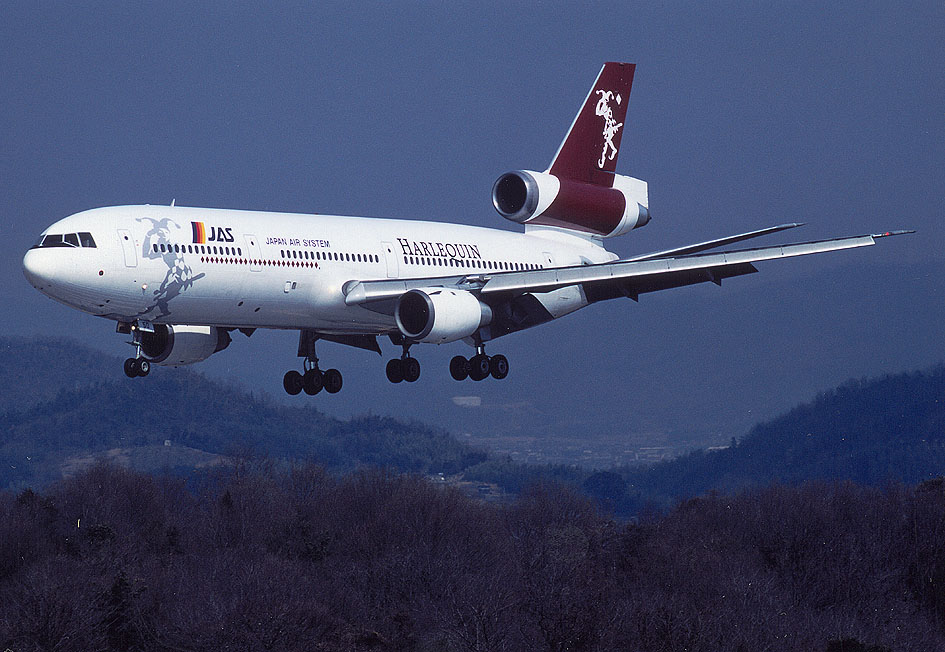
DC-10-30型（JA8550）

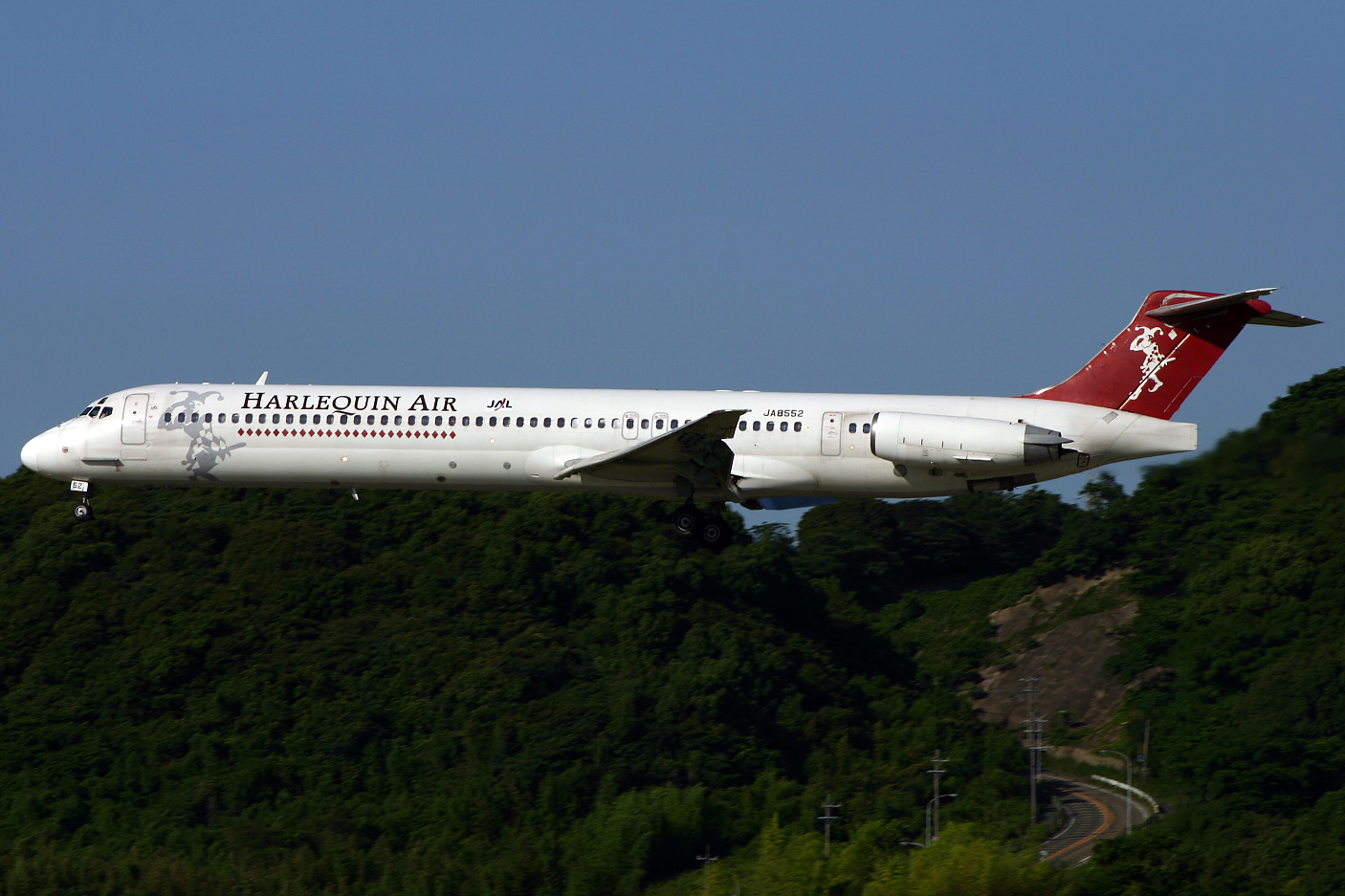
MD-81型（JA8552）

### 会社解散
2005年4月30日、航空運送事業を終了、人材派遣事業に業態変換（定款（登記）上の目的変更は同年6月30日。目的変更以前から人材派遣は目的にあった）。同時にハーレクィンの客室乗務員は、航空業務終了後は日本航空への派遣乗員となった。同年8月1日に東京国際空港内に本社を移転した。2008年3月31日、派遣業からも撤退、解散。同年10月10日に清算結了し消滅した。

### 航空会社コード
ハーレクィンエアの2レター航空会社コード「JH」は、フジドリームエアラインズが使用している（2022年3月現在）。

## サービス
国際線で運航されていたDC-10-30型機では、前方41席に独自の上級クラス「プレミアムクラス（PREMIUM CLASS）」を設置し 、充実したエンタテイメントやプレミアム・エコノミークラスとともにスリッパや歯ブラシなどのアメニティを提供するなどサービスを売りにしていた。
またオリジナルの機内誌である「The World」が無料で乗客に配布されており、ハブ空港としている福岡をはじめとした国内外の情報を掲載していた。機内食では当たりくじを付属させ当たりが出ると客室乗務員とじゃんけんを行い勝つと景品がもらえる企画を行うなど、フレンドリーさを演出したサービスを展開していた。